# جورج واترس
جورج واترس (بالإنجليزية: George Waters)‏ هو شخصية أعمال أمريكي، ولد في 1916 في الولايات المتحدة، وتوفي بنفس المكان في 2003.